# Традиционни знания
Традиционни знания-знания, системи, творения, иновации, предавани от поколение на поколение. Основани са на традиции и се отнасят до определен народ или територия, появяват се в резултат от интелектуална дейност в областта на науката, литературата и художественото творчество..

Традиционни знания в сферата на изкуството-знания създадени от определена общност в древността, изразяващи нейните бит, традиции, ритуали.

Фолклор-наследство, състоящо се от характерните елементи на народни художествени
продукции, разработено и поддържано от една общност в страната. Разделя се според начина на изразяване:
- вербален-народни приказки, гатанки, стихове
- музикален-народни песни и музика
- чрез действия-народни танци, ритуали
- фолклор, включен в материален обект-картини, дърворезба, скулптура, мозайка, бижута, тъкачество, бродерия, музикални инструменти, облекла

Наследство на коренното население-всички движими културни ценности, художествени и литературни произведения, музика, танци, церемонии, символи, рисунки, лекарства, недвижимо културно имущество.
За да бъде традиционно знание движимото културно наследство трябва да отговаря на критериите за традиционни знания:
- да няма ясен произход за създателя му
- да бъде носител на ценна информация
- да се влияе от особеностите на произхода на общността
- да отговаря на изискването за времева дистанция и приемственост
- да зависи и да е пряко свързано със своя произход
- да може да се идентифицира с общността
- да е средство за оцеляване на общността
- да допълва и изгражда културната идентичност на общността

Възможна защита на традиционни знания-интелектуална собственост за предпазване, закрила и възможна реализация на тези знания. Единствената организация, занимаваща се с проблемите на традиционните знания е Световна организация за интелектуална собственост (СОИС). Тя признава правото на местни общности и други притежатели на традиционни знания да решат сами как да бъдат дефинирани тези знания, иновации, култури и практики. Защита на традиционните знания чрез авторско право и сходните му права-закрила по авторското право на устни произведения, защита на документация на традиционни знания, защита на морални права на притежателите на традиционни знания.

Притежател на традиционни знания-лицата, които създават, развиват и практикуват традиционни знания в традиционна обстановка и контекст.

Управление на традиционни знания може да бъде индивидуално управление, което обаче позволява чрез принципа на свободно използване всички членове на общността да използват традиционните знания, както и колективно управление чрез компетентен орган или организация за управление на права. Друг начин за управление и използване на традиционни знания е предоставянето на лиценз.